# Karścino (gromada)
Karścino – dawna gromada, czyli najmniejsza jednostka podziału terytorialnego Polskiej Rzeczypospolitej Ludowej w latach 1954–1972.
Gromady, z gromadzkimi radami narodowymi (GRN) jako organami władzy najniższego stopnia na wsi, funkcjonowały od reformy reorganizującej administrację wiejską przeprowadzonej jesienią 1954 do momentu ich zniesienia z dniem 1 stycznia 1973, tym samym wypierając organizację gminną w latach 1954–1972.
Gromadę Karścino z siedzibą GRN w Karścinie utworzono – jako jedną z 8759 gromad na obszarze Polski – w powiecie kołobrzeskim w woj. koszalińskim na mocy uchwały nr 43/54 WRN w Koszalinie z dnia 5 października 1954. W skład jednostki weszły obszary dotychczasowych gromad Karścino i Pobłocie Wielkie ze zniesionej gminy Gościno, obszary dotychczasowych gromad Krukowo i Kowańcz ze zniesionej gminy Robuń oraz obszary dotychczasowych gromad Lubiechowo i Czerwięcino ze zniesionej gminy Wrzosowo w tymże powiecie. Dla gromady ustalono 15 członków gromadzkiej rady narodowej.
1 stycznia 1958 gromadę włączono do powiatu białogardzkiego w tymże województwie.
Gromadę zniesiono 31 grudnia 1959, a jej obszar włączono do nowo utworzonej gromady Karlino w tymże powiecie.